# Division d'Indore
La Division d'Indore est une division territoriale de l'État indien du Madhya Pradesh.
Sa capitale est Indore.

## Districts
La division est composée des districts suivants:
- Alirajpur,
- Barwani,
- Burhanpur,
- Dhar,
- Indore,
- Jhabua,
- Khandwa,
- Khargone